# Teucholabis vacuata
Teucholabis vacuata är en tvåvingeart som beskrevs av Alexander 1980. Teucholabis vacuata ingår i släktet Teucholabis och familjen småharkrankar.
Artens utbredningsområde är Ecuador. Inga underarter finns listade i Catalogue of Life.